# مشاهدة
المشاهدات هي ما يحكم فيه بالحس، سواء كان من الحواس الظاهرة أو الباطنة كقولنا: الشمس مشرقة والنار محرقة وكقولنا إن لنا غضبا وخوفا.